# Claus Wiese
Claus Wiese (* 10. Februar 1794 in Bendfeld; † 17. Februar 1874 ebenda) war ein deutscher Landwirt und Politiker.

## Leben und Wirken
Claus Wiese war ein Sohn des Halbhufners Hinrich Wiese (getauft am 10. September 1738 in Giekau; † 29. Juli 1807 in Bendfeld) und dessen Ehefrau Antje, geborene Süverkrübbe (* 19. Juni 1764 in Höhndorf; † 14. April 1803 in Bendfeld). Beide Eltern verlor er früh. Sein Onkel Peter Süverkrübbe aus Höhndorf und der Hufner Jacob Göttsch aus Prasdorf übernahmen daraufhin die Vormundschaft. Sein Lehrer an der Dorfschule Asmus Röhlck riet ihm zu einem Theologiestudium, das er 1810 nach der Konfirmation anstrebte. Seine Vormünder lehnten dies jedoch ab. Nachdem auch zwei Pastoren Wiese von dem Studienwunsch abrieten, begann er eine landwirtschaftliche Ausbildung bei seinem Vormund Süverkrübbe. Während der Lehrzeit erstellte er ein Merkbuch, in das er Fabeln, Anekdoten und moralisierende Texte eintrug und in das er Musterbriefe eines Briefstellers kopierte. Mit Hilfe des Organisten J. F. Berendsen aus Schönberg bildete er sich fort und lernte auch Latein.
1815 übernahm er als Volljähriger den noch laufenden Pachtvertrag für den heruntergekommenen Hof seiner Eltern. Es handelte sich dabei um eine Halbhufe mit einer Größe von circa dreißig Hektar. Nach der Übernahme des Pachtvertrages heiratete Wiese am 15. April 1815 Becke Stoltenberg (* 3. Januar 1791 in Höhndorf; † 30. August 1848 in Schönberg). Sie war eine Tochter des Höhndorfer Hufners Peter Stoltenberg und dessen Ehefrau Beck, geborene Stoltenberg. Die Ehe blieb kinderlos.
Da Wiese eine Hufe gepachtet hatte, musste er keinen Militärdienst leisten. Als Autodidakt orientierte er sich an Zeitschriften und Büchern über neue landwirtschaftliche Methoden, hauptsächlich mit der rationellen Landwirtschaft von Albrecht Thaer. Da er seine Erträge wissenschaftsbasiert erhöhen wollte, etablierte er auf seiner Hufe seinerzeit moderne Anbaumethoden. Wiese verkoppelte seine Felder neu, planierte, mergelte, verwendete Mineraldünger wie importierten Guano und arbeitete ab 1853 mit einer Rohrdrainage. Außerdem versuchte er neue Fruchtfolgen und stellte die Viehhaltung ab dem Jahr 1821 auf ganzjährige Stallfütterung um, womit er der erste Bauer der Probstei war, der so arbeitete.
Wiese hatte zunächst Fehlschläge und finanzielle Probleme zu verzeichnen und tauschte sich mit Thaer schriftlich aus. Er erreichte jedoch eine außergewöhnliche Rentabilität seines Hofes und erwarb sich damit hohes Ansehen bei Landwirten und Gutsbesitzern der Region, die ihn als gelehrten Landwirt ansahen. Neben der Arbeit als Landwirt interessierte er sich für (Zeit-)Geschichte und schrieb beispielsweise 1843 einen kurzen Text zur Historie der Propstei.
Wiese führte über vierzig bis fünfzig Jahre umfangreiche und systematische Bücher, die heute wichtige Dokumente zur Agrargeschichte darstellen. Neben seiner Autobiographie existieren sein Wirtschaftsbuch, Kontobücher der Jahre von 1815 bis 1861 und in Teilen sein Arbeitsbuch.
Neben der Arbeit als Landwirt engagierte sich Wiese ehrenamtlich: er fungierte viele Jahre als Bonitierungsmann, Bevollmächtigter der Kommune und Versicherungsdirektor, mitunter auch als Deputierter in Steuerangelegenheiten. Für das Kirchspiel Giekau, dem Bendfeld seinerzeit angehörte, übernahm er fünfzig Jahre lang das Amt des Kirchgeschworenen. 1847 führte er eine Exkursion der „Versammlung Deutscher Land- und Forstwirte“ durch die Region und stellte so Kontakte nach Sachsen her. Die Propstei erhielt dadurch Zugang zu neuen Absatzmärkten. Wiese übernahm dabei als Makler die Abwicklung von Verkäufen des Getreidesaatgutes nach Sachsen und weitere Länder.
Die Einwohner des Wahlbezirks Preetz wählten Wiese 1835 in die Holsteinische Ständeversammlung, in der er sich bis 1841 beteiligte. Er trat dort nicht besonders in Erscheinung, was aus seiner Sicht daran lag, dass er kein guter Redner war. Von 1852 bis 1855 saß er in der Direktion des Schleswig-Holsteinischen Landwirtschaftlichen Generalvereins, aus dem später die Landwirtschaftskammer entstand.
Im Jahr 1839 sprach Wiese beim Besuch des dänischen Königs Friedrich VI. auf der Wilhelminenhöh ein Grußwort im Namen seines Wahlbezirks. Dies sah er selbst als den Höhepunkt seines Lebens an. 1868 begrüßte er König Wilhelm I. von Preußen im Namen des Kreises Plön.

## Ehrungen
Im Jahr 1851 erhielt Wiese die silberne sächsische Preismedaille „Verdienst um Landwirtschaft“. 1870 wurde er mit dem silbernen preußischen Ehrenzeichen „Verdienst um den Staat“ ausgezeichnet.